# 6789 Milkey
6789 Milkey eller 1991 RM6 är en asteroid i huvudbältet som upptäcktes 4 september 1991 av den amerikanske astronomen Eleanor F. Helin vid Palomar-observatoriet. Den är uppkallad efter amerikanen Robert Milkey.
Den tillhör asteroidgruppen Flora.